# Frank Williams
Sir Francis Owen Garbett Williams, detto Frank (South Shields, 16 aprile 1942 – Londra, 28 novembre 2021), è stato un imprenditore e dirigente sportivo britannico, fondatore delle scuderie inglesi di Formula 1 Frank Williams Racing Cars e Williams.

## Biografia

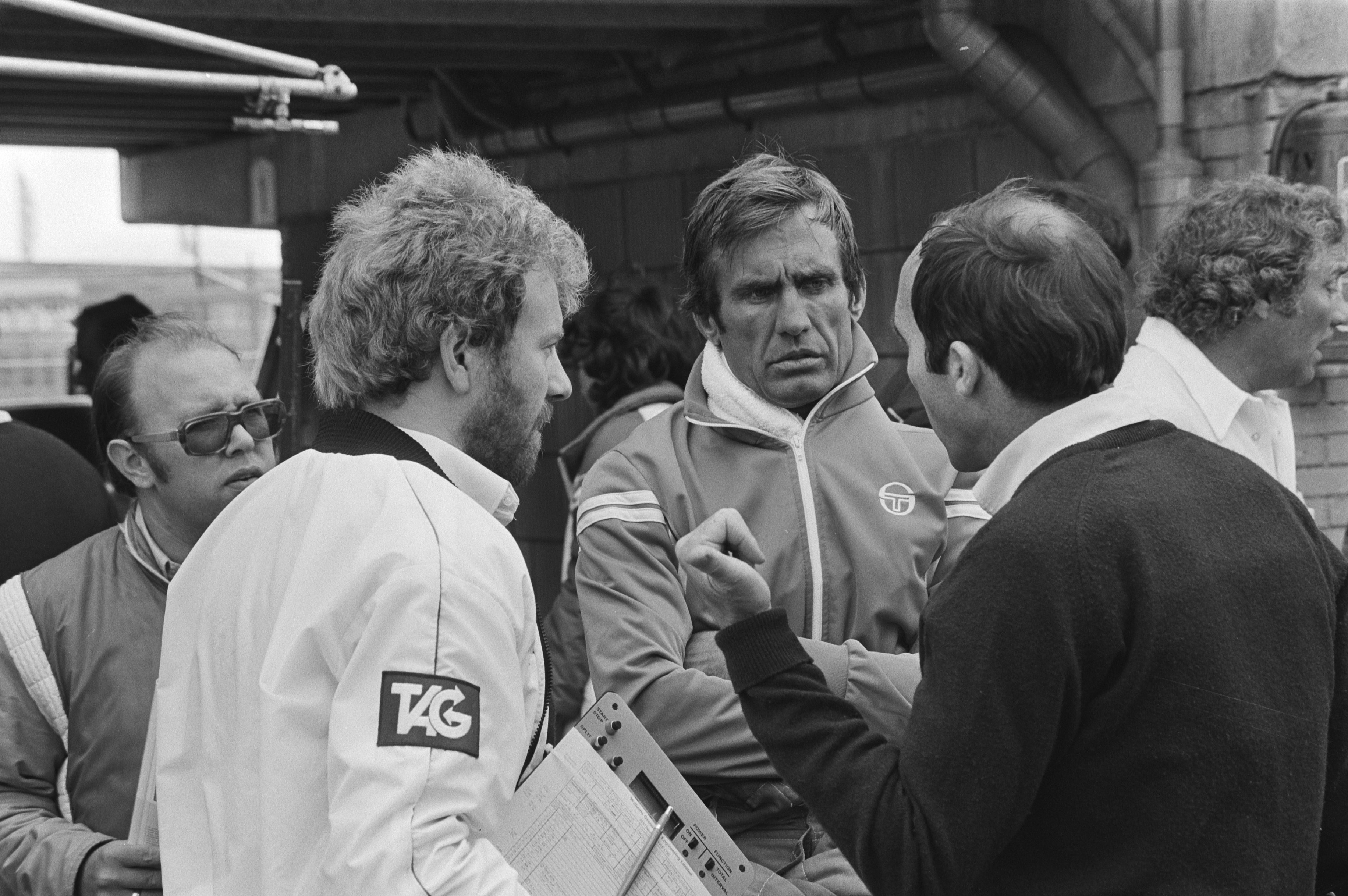
Frank Williams (di spalle) discute con il suo pilota Carlos Reutemann ai box di Zandvoort nel corso del Gran Premio d'Olanda 1981

Figlio di un ufficiale della RAF e di una maestra, Williams venne allevato per gran parte della sua infanzia dagli zii materni a Jarrow, dopo che i suoi genitori si separarono. In seguito studiò al St. Joseph's College di Dumfries, in Scozia. Verso la fine degli anni cinquanta un suo amico gli fece guidare una Jaguar XK150; quell'esperienza stimolò in lui la passione per il mondo dei motori. Dopo una breve carriera di pilota e meccanico, Williams fondò nel 1966 una propria scuderia, la Frank Williams Racing Cars. Per diversi anni il team automobilistico gareggiò in Formula 2 e Formula 3, con piloti come Piers Courage, Richard Burton, Tetsu Ikuzawa e Tony Trimmer. Nel 1969 Williams passò alla Formula 1: acquistò il telaio di un vecchio modello di Formula 1 della Brabham e mise alla guida della vettura Courage, ottenendo due volte il secondo posto nelle prime gare disputate.
Nel 1970 Williams intraprese un breve periodo di collaborazione con Alejandro de Tomaso, che terminò subito dopo la morte di Courage nel Gran Premio d'Olanda di quell'anno. Nel 1971 Henri Pescarolo prese il posto del pilota inglese, guidando una vettura ricavata da un telaio fornito dalla March. Nel 1972 la Williams costruì la prima vettura progettata dalla scuderia stessa, la Politoys FX3 su progetto di Len Bailey, poi schiantatasi nella gara d'esordio, con a bordo Pescarolo. Williams, a corto di soldi in quel periodo (tant'è vero che conduceva gli affari della scuderia da una cabina telefonica, dopo che gli staccarono le linee del telefono per non aver pagato le bollette), riuscì a risolvere i problemi finanziari grazie alle sponsorizzazioni della Marlboro e dell'Iso Rivolta.
Ciononostante, dopo il fallimento dell'Iso, nel 1976 Williams dovette cedere al magnate petrolifero Walter Wolf, che si era detto disposto ad aiutare la scuderia acquistando il 60% della proprietà. L'anno successivo Frank Williams, assieme all'ingegnere Patrick Head, lasciò definitivamente la scuderia. I due acquistarono un negozio di tappeti abbandonato a Didcot, nell'Oxfordshire, e da lì fondarono una nuova scuderia, la Williams Grand Prix Engineering (ossia l'attuale Williams), che gareggia ancora oggi in Formula 1 con il nome di Williams Racing. Grazie a essa, Williams ottenne nel 1979 la prima vittoria con Clay Regazzoni, il primo titolo del Campionato mondiale piloti di Formula 1 nel 1980 con Alan Jones e il secondo nel 1982 con Keke Rosberg, oltre ai due titoli consecutivi del Campionato mondiale costruttori di Formula 1 nel 1980 e nel 1981.

Parte della squadra Williams nel paddock di Monza durante il Gran Premio d'Italia 1995; da sinistra: Frank Williams, il cofondatore e direttore tecnico Patrick Head, il pilota Damon Hill e il progettista Adrian Newey.

Dopo questa prima stagione di successi Frank Williams portò la sua scuderia alla consacrazione come top team. Dopo i motori Cosworth arrivarono i motori Honda, a cui fecero seguito i Judd, i Renault, i Mecachrome e i Bmw nei primi anni 2000. La Williams Honda fu la vettura da battere dalla fine del 1985 al 1987, dopo una parentesi con i motori Judd la squadra inglese fu quindi equipaggiata dai V10 Renault con i quali fu instaurato un dominio tecnico che sarebbe durato dal 1991 al 1997. Proprio nel 1997, con gli ultimi due titoli mondiali a oggi vinti dal Team, Frank Williams poté fregiarsi del record di essere stato il primo costruttore della storia ad aver toccato il traguardo dei 9 mondiali costruttori conquistati. Il record è rilevante soprattutto se si considera che la Williams nel 1997 correva da 20 stagioni, molte meno rispetto alle rivali principali McLaren e Ferrari.
Nel marzo del 1986, a causa di un incidente automobilistico in Francia, Williams subì la rottura della spina dorsale, che da allora gli ha paralizzato le gambe, costringendolo su una sedia a rotelle. Ciò accadde perché, mentre si stava recando dal circuito Paul Ricard all'aeroporto di Nizza, Williams perse il controllo dell'automobile noleggiata (Ford Sierra) che si ribaltò atterrando sul tetto. Williams, nonostante le cinture di sicurezza allacciate, rimase schiacciato tra il proprio sedile e il tetto piegato e riportò una frattura tra la quarta e la quinta vertebra. Il suo compagno di viaggio Peter Windsor ne uscì con ferite lievi, dato che il tetto della macchina si piegò prevalentemente dal lato del guidatore.
Nel 1987 la regina Elisabetta II del Regno Unito conferì a Williams il titolo di Commendatore dell'Ordine dell'Impero Britannico (e successivamente di cavaliere nel 1999). Williams ha ricevuto, inoltre, il titolo di Cavaliere della Legion d'Onore francese, come riconoscimento per la fornitura dei motori Renault nella sua scuderia, che ha consentito la conquista di ben 5 titoli costruttori. Nel maggio del 1994, in seguito alla morte di Ayrton Senna, venne accusato di omicidio colposo, accusa poi ritirata durante le indagini.
Sposato dal 1976 con Virginia Berry fino alla morte di quest'ultima nel 2013, ebbe tre figli, Jonathan, Jamie e Claire, che lo affiancò nella gestione del team. 
Morì a Londra il 28 novembre 2021 a 79 anni.